# Lichess
Lichess è un server di scacchi open-source e gratuito che offre la possibilità di giocare online (anche in forma anonima senza effettuare il login) contro persone di tutto il mondo a diverse varianti di scacchi, ma anche di giocare partite contro il computer selezionando il livello di gioco (da 1 a 8 con difficoltà crescente). Dispone inoltre di strumenti di analisi delle partite (tramite il motore Stockfish) e funzioni supplementari, tra cui le tattiche (chiamate anche "puzzle") derivanti direttamente dalle partite disputate sul server, gli studi, dove è possibile analizzare le partite, i broadcast (o trasmissioni) con cui si possono seguire i tornei live e i forum.
Lichess si distingue da sempre per non avere nessun contenuto a pagamento e non presentare alcuna pubblicità, in quanto si affida a un modello di finanziamento basato su donazioni volontarie con pubblicazione, ogni anno, di rendiconti delle spese. Sono disponibili le applicazioni ufficiali per Android e iOS. Nel dicembre 2020 è stato il secondo sito di scacchi al mondo per numero di utenti dopo chess.com; ha la particolarità di un sistema CAPTCHA basato su problemi di scacchi, ed è stato il primo sito scacchistico che ha dato la possibilità di giocare alle persone non vedenti.

## Partite
Lichess offre la possibilità sia di creare una partita secondo le proprie preferenze, sia di scegliere "l'accoppiamento rapido", dove è possibile cliccare su un bottone con il tempo della partita e trovare un avversario senza lunghe attese, sia di partecipare ai tornei in corso, sia infine di unirsi a partite personalizzate create da altri giocatori.
Nel creare una partita personalizzata bisogna scegliere:
- Variante: le partite possono essere di moltissime varianti degli scacchi tra cui Crazyhouse, Chess960, King of the Hill, Three-check, Antichess, Atomic, Horde e Racings king oltre ovviamente agli scacchi classici.
- Tempo: nella creazione di partite può essere impostato un tempo limite ad ogni giocatore (ed anche un incremento per mossa), ma il tempo della partita può essere anche impostato su illimitato o su corrispondenza.
- Tipo: le partite possono essere amichevoli o classificate (in quest'ultimo caso il risultato della partita sarà valido ai fini del punteggio del giocatore).
- Altre personalizzazioni: in più (per le partite "create"), può essere scelto il range del punteggio che deve avere l'avversario per poter accettare la partita ed il proprio colore.

## Analisi
Dopo aver giocato una partita, Lichess mette a disposizione del giocatore una scacchiera di analisi (Il motore della scacchiera è Stockfish-17).
La scacchiera di analisi prevede sia un engine fatto girare sul computer locale, sia la possibilità di fare analizzare la partita ai server di Lichess. Sulla scacchiera di analisi una freccia o più frecce blu indicano le mosse migliori, a fianco della scacchiera c'è a disposizione un'immediata barra di valutazione che si riempie del colore (bianco o nero) del giocatore in vantaggio.
Nel caso di analisi fatta dai server, c'è la possibilità di rigiocare i propri errori cercando la mossa migliore.
Alla sinistra della barra di valutazione è presente un blocco di testo per l'annotazione delle mosse fatte sulla scacchiera, dove si può indicare anche il grado di importanza delle diverse varianti e sotto-varianti presenti nella partita analizzata.
Sotto la scacchiera di analisi è disponibile il formato FEN della partita che basterà copiare e incollare quando si vorrà rivedere una specifica posizione.

Lichess dà inoltre la possibilità ai propri utenti di scaricare tutte le partite giocate per poterle analizzare offline con strumenti differenti, in effetti addirittura è possibile scaricare tutte le partite di tutti i giocatori mai giocate sul sito.

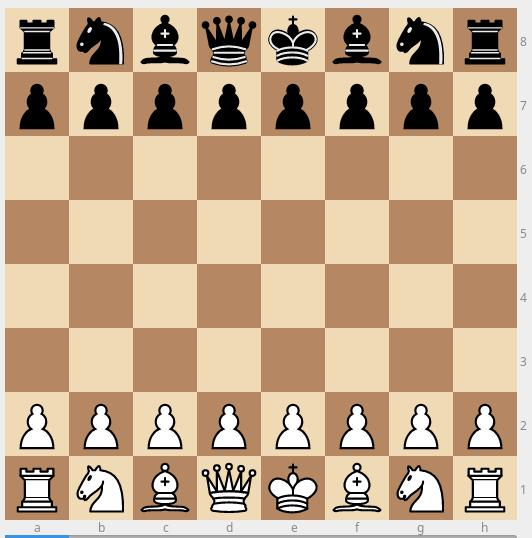
Esempio di formato FEN corrispondente alla posizione iniziale rnbqkbnr/pppppppp/8/8/8/8/PPPPPPPP/RNBQKBNR w KQkq - 0 1.

## Tornei
Lichess permette ai giocatori di accedere a parecchi tornei. Ci sono sempre tornei immediati creati dai server di Lichess, per diversi tempi partita e a cadenza variabile, ma gli utenti possono creare i propri tornei personalizzati, tra cui anche tornei con aperture scelte a tema.
Tra i tornei più famosi, Lichess ospita anche le "Marathon" e la "Lichess Titled Arena", torneo tenuto circa una volta ogni due mesi e accessibile solo ai giocatori di scacchi titolati, tipicamente con livello estremamente alto e che ha visto spesso il campione del mondo Magnus Carlsen imporsi sulla concorrenza.

### Lichess Marathon
Le "Lichess Marathon" sono tornei stagionali della durata di 24 ore, il vincitore di una di queste ottiene per sempre un trofeo unico a forma di globo blu sulla pagina del suo profilo. Anche i primi dieci giocatori, i primi cinquanta e i primi cento ricevono un trofeo.
|                | Primo posto      | Primo posto | Secondo posto      | Secondo posto | Terzo posto                                                                           | Terzo posto |
| -------------- | ---------------- | ----------- | ------------------ | ------------- | ------------------------------------------------------------------------------------- | ----------- |
| Estate 2015    | Voat             | 524 punti   | IM lixes           | 512 punti     | MrBug                                                                                 | 480 punti   |
| Inverno 2015   | LM Lance5500     | 442 punti   | FM Tibreizh        | 317 punti     | FM jposthuma                                                                          | 295 punti   |
| Estate 2016    | LM Lance5500     | 662 punti   | GM chess-stat      | 485 punti     | NM smurf42                                                                            | 459 punti   |
| Primavera 2016 | IM BahadirOzen   | 980 punti   | LM Lance5500       | 656 punti     | FM JusticeBot                                                                         | 451 punti   |
| Autunno 2016   | LM Lance5500     | 481 punti   | Ganec              | 385 punti     | AndyKay (questo giocatore imbroglia Archiviato il 23 marzo 2020 in Internet Archive.) | 349 punti   |
| Inverno 2016   | LM Lance5500     | 539 punti   | IM MeneerMandje    | 517 punti     | Aswer                                                                                 | 400 punti   |
| Primavera 2017 | LM Lance5500     | 546 punti   | IM opperwezen      | 512 punti     | NM TruenoChess                                                                        | 384 punti   |
| Estate 2017    | IM opperwezen    | 834 punti   | LM Lance5500       | 816 punti     | Aswer                                                                                 | 700 punti   |
| Autunno 2017   | LM Lance5500     | 629 punti   | FM Weetik          | 554 punti     | Aswer                                                                                 | 430 punti   |
| Inverno 2017   | LM Lance5500     | 542 punti   | CM VictorSaiyajin  | 410 punti     | CM Kingscrusher-YouTube                                                               | 399 punti   |
| Primavera 2018 | LM Lance5500     | 608 punti   | IM halfnatty       | 601 punti     | FM Nigel_Farage                                                                       | 587 punti   |
| Estate 2018    | FM bulkinadivane | 750 punti   | LM Lance5500       | 714 punti     | IM halfnatty                                                                          | 629 punti   |
| Autunno 2018   | LM Lance5500     | 567 punti   | mouseplayer        | 546 punti     | papasi                                                                                | 542 punti   |
| Inverno 2018   | LM Lance5500     | 512 punti   | SFA_Gang           | 432 punti     | alifie                                                                                | 404 punti   |
| Primavera 2019 | LM Lance5500     | 844 punti   | NM crptone         | 599 punti     | IM halfnatty                                                                          | 540 punti   |
| Estate 2019    | catask           | 554 punti   | LM Lance5500       | 524 punti     | Marchan                                                                               | 522 punti   |
| Autunno 2019   | NM Valera_B5     | 800 punti   | LM Lance5500       | 719 punti     | FM rb1994                                                                             | 422 punti   |
| Inverno 2019   | NM Valera_B5     | 619 punti   | LM Lance5500       | 427 punti     | FM mumao02                                                                            | 408 punti   |
| Primavera 2020 | GM MiroMiljkovic | 724 punti   | GM masmos97        | 722 punti     | FM BoardDemon                                                                         | 705 punti   |
| Estate 2020    | GM penguingim1   | 1645 punti  | GM Zaven_ChessMood | 1617 punti    | FM BoardDemon                                                                         | 1255 punti  |